# Heinrich Zollinger
Pour les articles homonymes, voir Zollinger.
Heinrich Zollinger est un explorateur et un botaniste suisse, né en 1818 et mort en 1859.

## Biographie
Il élève et disciple de Thomas Scherr (1801-1870), premier directeur de l'école normale d'instituteurs de Küsnacht. Zollinger devient maître d’école en septembre 1839 dans le canton de Zurich. Il fait un voyage d’étude à Genève et y rencontre Alphonse Pyrame de Candolle (1806-1893). Celui-ci lui propose de partir en Asie du sud-est afin d’y récolter des spécimens d’histoire naturelle. Zollinger s’engageant à faire parvenir ces spécimens aux personnes finançant son voyage.
Il part ainsi de 1842 à 1848 à Java et dans les îles de la Sonde. Il y étudie notamment plusieurs volcans, souvent pour la première fois par un Européen. Outre les nombreux spécimens qu’il rapporte de son voyage, il fait de nombreuses observations sur l’ethnographie et la linguistique des peuples qu’il rencontre. À son retour en Suisse en 1848, il prend la direction de l’école normale de Küsnacht mais il se languit dans cette nouvelle activité. Il repart en 1855 en Indonésie, avec sa femme et ses deux enfants.
Il meurt à Kandangan (Kalimantan du Sud) des effets à long terme de la malaria.